# جون دبليو. هال
جون دبليو. هال (بالإنجليزية: John W. Hall) هو سياسي أمريكي، ولد في 1817 في فريدريكا في الولايات المتحدة، وتوفي بنفس المكان في 23 يناير 1892. حزبياً، نشط في الحزب الديمقراطي. وقد انتخب عضو مجلس ولاية ديلاوير وانتخب حاكم ولاية ديلاوير ‏ (21 يناير 1879 – 16 يناير 1883).